# Millardo de metros cúbicos de gas natural

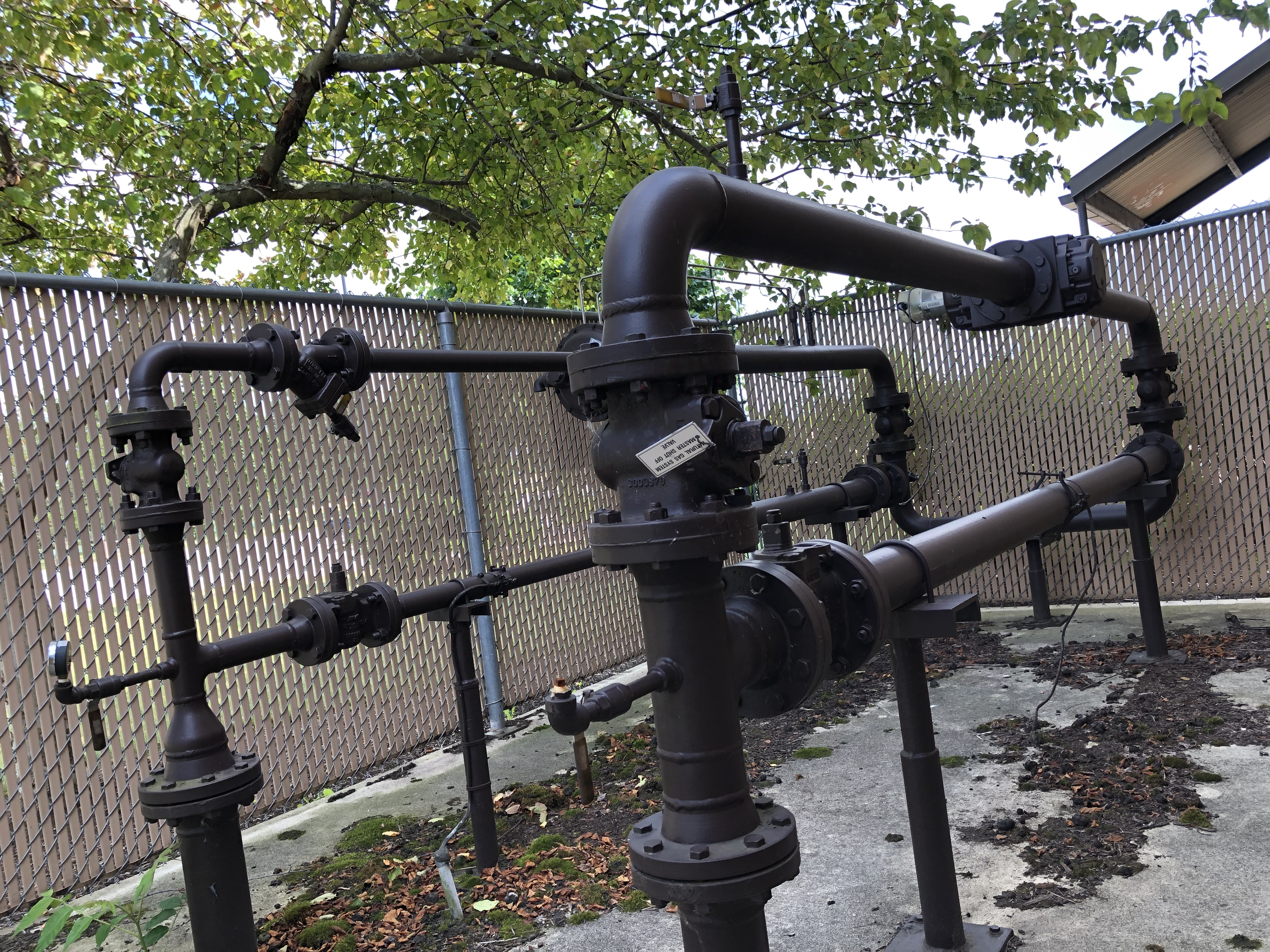
Instalación de gas natural en la Universidad de Bowling Green. El millardo de metros cúbicos es una unidad de medida para el gas natural.

El millardo de metros cúbicos de gas natural o kilómetro cúbico de gas natural (km³), que se suele abreviar con las siglas en minúsculas bcm (del inglés billion cubic metres) es una medida de la cantidad de gas natural producido o transportado. Dependiendo de los estándares aplicados, esta medida puede representar diferentes valores de contenido de energía, porque un mismo metro cúbico de gas natural contiene cantidades de energía ligeramente distintas dependiendo del yacimiento del que se ha extraído. Según el estándar definido por la Agencia Internacional de la Energía,  un bcm corresponde de media a 38,2 petajulios (1,06×1010 kWh) de energía si es gas natural ruso y 41,4 petajulios (1,15×1010 kWh) de energía si es catarí.
Según el estándar definido por la Agencia Internacional de la Energía, se mide el volumen físico del gas a la temperatura de 15 °C (59 °F) a una atmósfera de presión. Según el estándar ruso, el volumen de gas se mide a 20 °C (68 °F). Esto significa que 1 bcm medido con el estándar de la Agencia Internacional de la Energía es equivalente a 1,017 bcm medidos con el estándar ruso.
Algunas otras organizaciones utilizan estándares equivalentes basados en la energía que contiene el gas, y no en su volumen. BP utiliza la equivalencia de 41,87 petajulios (1,163×1010 kWh) por cada bcm. Cedigaz, por su parte, emplea una equivalencia diferente, de 40 petajulios (1,1×1010 kWh) por cada bcm.